# 9677 Ґоуландгопкінс
9677 Ґоуландгопкінс (9677 Gowlandhopkins) — астероїд головного поясу, відкритий 24 вересня 1960 року.
Тіссеранів параметр щодо Юпітера — 3,158.